# Yonaguniponny
Yonaguniponnyn (ja: 与那国馬, Yonaguni Uma) är en utrotningshotad hästras från Japan med en ganska okänd härstamning. Rasen brukar sägas vara ganska ful och oproportionerlig men de små ponnyerna är starka och sunda och dessutom lätthanterliga, vänliga och billiga i drift för de fattigare bönderna på Yonaguni i Okinawa. Ponnyerna har även på senare tid använts inom terapi för barn med autism på grund av sin vänliga natur.

## Historia
Yonaguniponnyn upptäcktes som en egen ras så sent som på 1980-talet och på grund av att den inte fötts upp med ett speciellt system eller med registreringar är rasens historia relativt okänd. DNA-prover har dock visat att hästen härstammar från den mongoliska vildhästen sedan långt tillbaka och har stort släktskap med den koreanska rasen Chejuponny. Ponnyerna har troligtvis avlats fram genom samarbete mellan rancherna och gårdarna på ön Yonaguni. 
Ponnyerna räknas komma från de hästar som togs till Japan från Kina och Mongoliet för över 2000 år sedan. Från dessa hästar har 8 olika japanska ponnyraser uppstått, då bland annat Yonaguniponnyn som föddes upp på ön med samma namn. Öborna på Yonaguni har även tillverkat ett eget betsel som gör hästarna lättare att kontrollera, som kallas omogui. 
Under 1800-talet hade nästan varje hushåll minst en ponny som användes som körhästar men 1939 började man förbättra lokala ponnyer med större hästar och Yonaguniponnyerna minskade drastiskt i antal och 1975 fanns enbart 59 hästar kvar på ön. "Yonaguni Uma Preservation Meeting" startades samma år för att rädda hästarna. 1996 räknade man hästarna på ön och då fanns det ca 75 exemplar av rasen och den blev stämplad som utrotningshotad. Bevarandet av rasen har långsamt gått uppåt och idag finns ca 120 hästar på ön.

## Egenskaper
Yonaguniponnyn är inte speciellt vacker och har oftast medfödda defekter och exteriören känns oproportionerlig med stor buk, smala ben och kort rygg. Huvudet är stort med tydlig ponnykaraktär och små öron. 
Ponnyn är stark, naturligt sund och uthållig. Rasen har ofta riktigt starka och tåliga hovar som ofta hålls ganska långa. Ponnyn är lugn och lätthanterlig och dessutom billig i drift, vilket är viktigt för de fattigare bönderna på öarna som fortfarande använder hästen inom jordbruket. Ponnyernas tama och vänliga natur har även lett till att hästarna används inom terapi för barn med bland annat autism.